# 布拉干薩區
布拉干薩區 （葡萄牙語：Distrito de Bragança，葡萄牙語：[bɾɐˈɣɐ̃sɐ] ⓘ）是葡萄牙東北部的一個區。面積6,608平方公里，人口136,252人（2011年）。首府布拉干薩，下分12市镇。

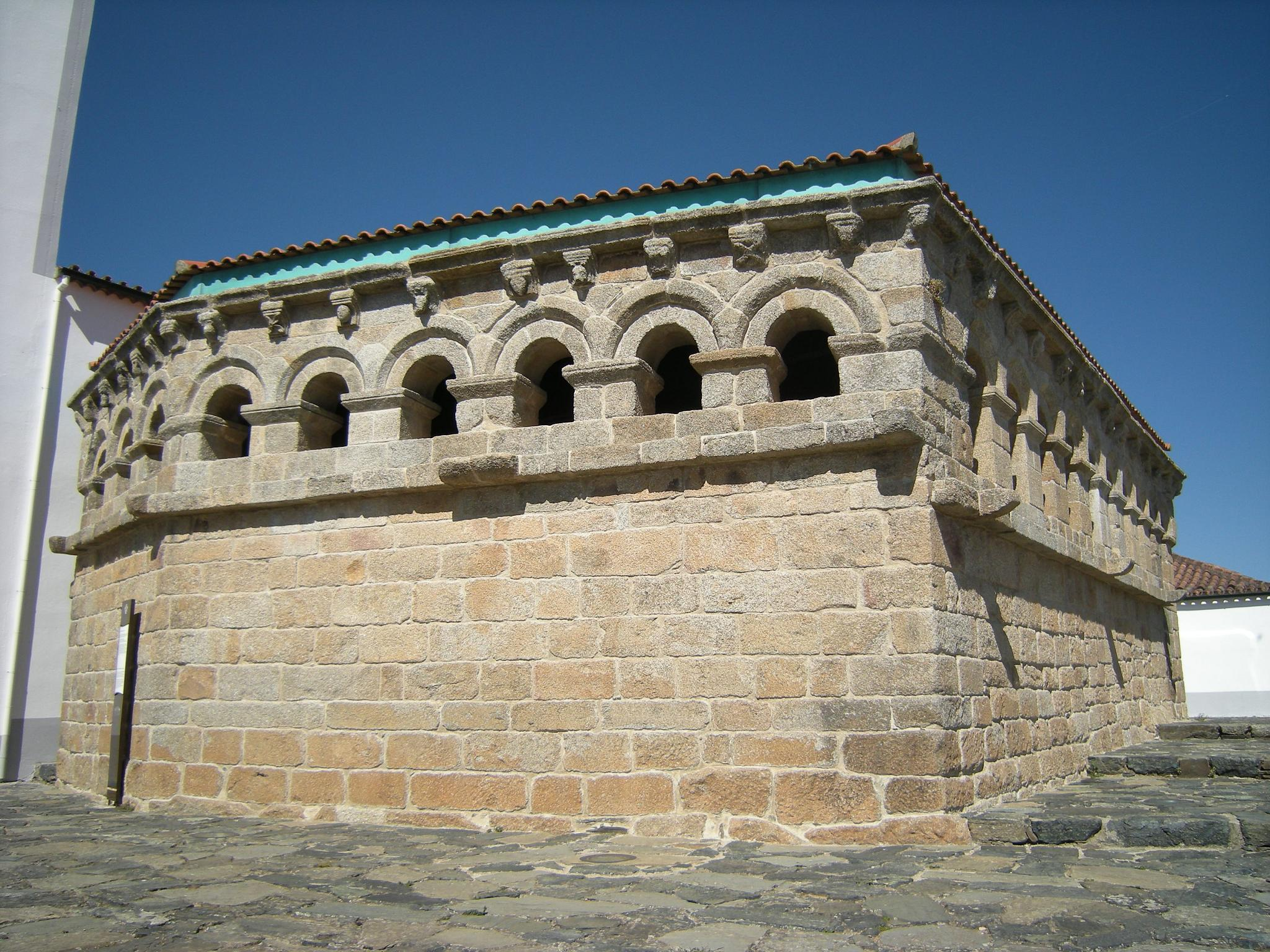
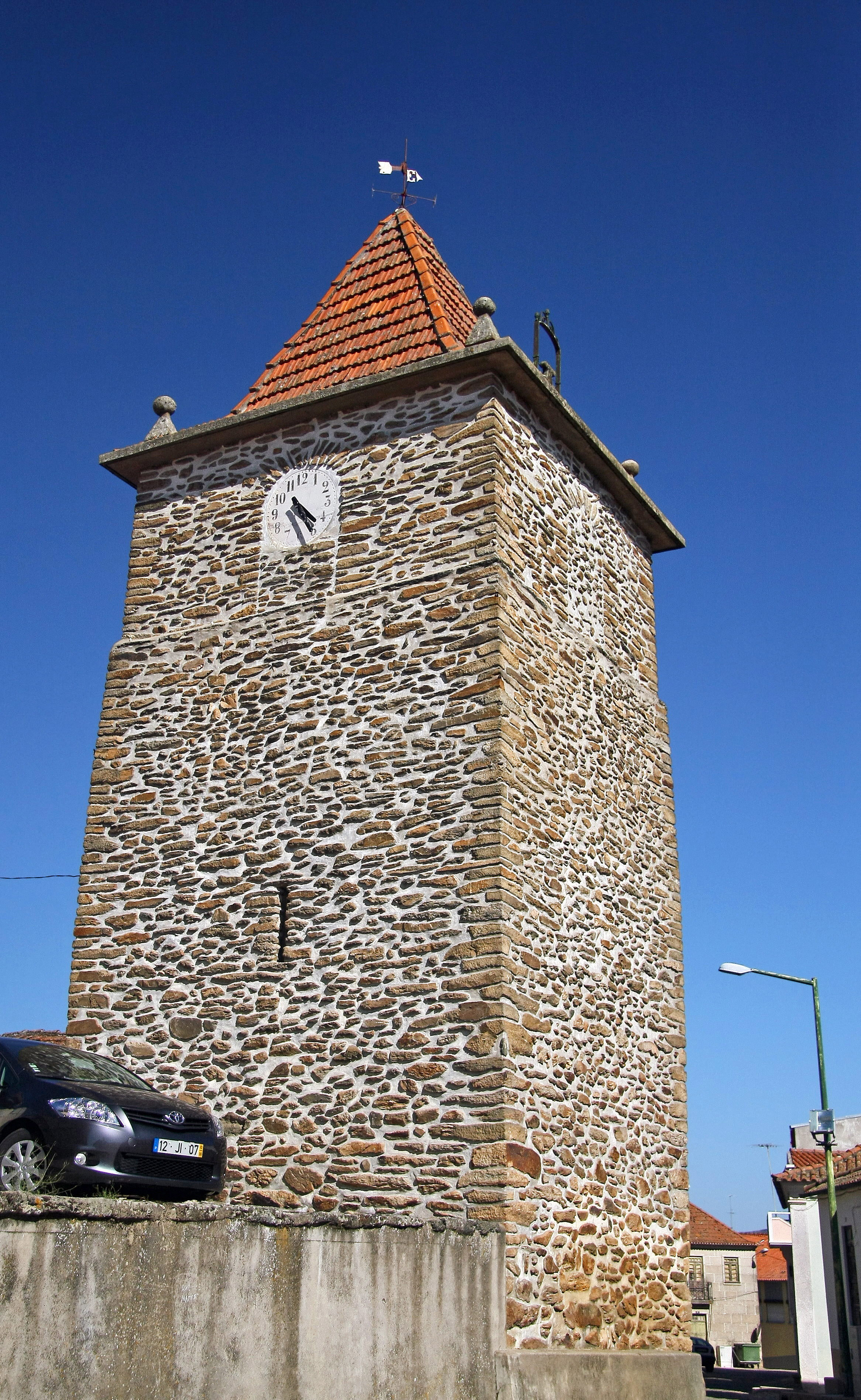